# قشبال وزروال
قشبال وزروال ثنائي كوميدي وغنائي مغربي. ظاهرة الثنائي «قشبل وزروال» امتدت حوالي ستين عاما. بدأ الثنائي مسيرتهما الفنية الفكاهية في الخمسينيات من القرن العشرين، بدأ في إطار “الحلقة”، قبل الانتقال لتسجيل أسطوانات انتشرت على نطاق واسع على المستوى الوطني.
وكانت الأعمال الفنية الفكاهية التي قدمها قشبال وزروال، تعرض على شاشــة التلفزيـون لعدة سنوات، وتركز بشكل خاص على النزاعات العائلية والهجرة القروية، إذ نالت إعجابا واستحسانا كبيرين لدى فئات عريضة من المجتمع.

## قشبال
قشبال واسمه الحقيقي هو بشار علي بن محمد من مواليد منطقة أولاد بوزيري إنتقل إلى مدينة سطات رفقة ابن أخيه «زروال»، ليسطع نجمهما في مجال الفكاهة، في إطار ثنائي يعرض قضايا المجتمع المختلفة في قالب هزلي. قشبال أتقن العزف على آلة “لوتار”. وشارك الراحل، أيضا، في السينما من خلال فيلم عمي للمخرج نسيم عباسي، جمعه بالفكاهي عبد الرحيم التونسي الشهير بـ”عبد الرؤوف”.
توفي صباح يوم الخميس 2 أغسطس 2018 بمنزله الكائن بحي السماعلة بمدينة سطات، بعد معاناة طويلة مع المرض فاقت 5 سنوات.

## زروال
زروال واسمه الحقيقي هو محمد بشار من مواليد منطقة أولاد بوزيري، أتقن الضرب على “البندير”. توفي يوم الثلاثاء 2 يونيو 2020 بعدما آلم به مرض أدى إلى تضاعف وضعه الصحي، مما اضطر لنقله للمركز الاستشفائي بمدينة سطات حيث فارق الحياة. ناهز عقده الثامن 